# Brijunski prijepisi
Brijunski prijepisi ili  Brijunski transkripti navodni su zapisnik tonskih zapisa s ključnih dijelova razgovora na sastanku vođenih od hrvatskog vojnog i političkog vrha 31. srpnja 1995. uoči vojne Operacije Oluje na Brijunima. 
Spadali su među stroge državne vojne tajne. Kopija tog dokumenta dostavljena je haaškom Tužiteljstvu bez odobrenja Vladina Ureda za suradnju s Haagom. Nelegalno je odnešen iz Hrvatske.
Sudionici tog sastanka bili su predsjednik Franjo Tuđman, ministar obrane Gojko Šušak, Miroslav Tuđman, Davor Domazet-Lošo, Zvonimir Červenko, Vladimir Zagorec i generali Miljenko Crnjac, Mirko Norac, Mladen Markač i Ante Gotovina. Prema sudionicima dokument je krivotvoren.
Brijunski prijepisi rabljeni su od strane haaškog suda kao jedan od ključnih argumenata i dokaza za prvostupanjsku presudu protiv generala Gotovine i Markača.
Za Brijunske prijepise se nije znalo sve do 2004. Tada ih je u svojoj obrani objavio Slobodan Milošević.

## Vanjske poveznice
- Vecernji.hr
- Članak u "dalje.com"  Arhivirana inačica izvorne stranice od 19. travnja 2011. (Wayback Machine)
- Admiral Davor Domazet Lošo: Analiza 'Brijunskoga transkripta' ili Brijuni 31. srpnja 1995.